# Памятник Максиму Горькому (Нижний Новгород)
Памятник Максиму Горькому в Нижнем Новгороде, находящийся в сквере на площади Горького, был открыт 2 ноября 1952 года. Семиметровая бронзовая фигура Горького создана скульптором В. И. Мухиной, архитектурное решение принадлежит В. В. Лебедеву и П. П. Штеллеру. Скульптура отлита на Ленинградском заводе «Монументскульптура».
В 1939 году был объявлен Всесоюзный конкурс на проект памятника А. М. Горькому, победителем которого стал проект В. И. Мухиной. Его реализации помешала начавшаяся в 1941 году Великая Отечественная война. После войны площадь Горького подверглась реконструкции, на ней был организован сквер. И только затем, 2 ноября 1952 года, был открыт памятник.
Фигура Горького, высоко поднятая над площадью, установлена на четырехгранном постаменте, словно «вырастающем» из гранитной скалы. Вера Мухина создала образ молодого Горького в период его жизни в родном Нижнем Новгороде, именно в этот период он пишет знаменитую «Песню о Буревестнике».

«Он стоит, распрямившись, заложив руки за спину, подставив лицо и грудь встречному ветру, который шевелит наброшенный на плечи плащ. Крупные складки плаща создают красивый силуэт памятника, обогащают подчеркнуто строгую вертикаль фигуры. Очень выразительны спина и руки, перехватившие одна другую. Этот жест выдает огромную внутреннюю взволнованность, сдерживаемую волевым усилием»
— Р. Аболина. Вера Игнатьевна Мухина. — М.: Искусство, 1954
Памятник входит в число объектов культурного наследия федерального и регионального значения, расположенных в Нижнем Новгороде.

## Другие памятники
Помимо памятника на площади Горького, в Нижнем Новгороде установлено ещё 4 памятника Максиму Горькому:
1. Памятник Алёше Пешкову во дворе музея детства М. Горького «Домик Каширина» (1955—1957, скульптор А. В. Кикин)
2. Памятник Максиму Горькому на набережной Федоровского
3. Памятник Максиму Горькому в парке «Дубки»
4. Памятник Максиму Горькому в парке 1 Мая